# De meisjes van Wilko
De meisjes van Wilko (Pools: Panny z Wilka) is een Poolse dramafilm uit 1979 onder regie van Andrzej Wajda.

## Verhaal
In 1925 keert de oorlogsveteraan Wiktor Ruben terug naar de plek waar hij de zomer heeft doorgebracht als kind. Tijdens zijn verblijf komt hij in contact met een familie van vijf vrouwen. Hij herinnert zich hen nog vaag van vroeger. De vrouwen zijn ontgoocheld in het leven en moeten niets meer hebben van hun echtgenoten.

## Rolverdeling
| Acteur                 | Personage        |
| ---------------------- | ---------------- |
| Daniel Olbrychski      | Wiktor Ruben     |
| Anna Seniuk            | Julcia           |
| Maja Komorowska        | Jola             |
| Stanislawa Celinska    | Zosia            |
| Krystyna Zachwatowicz  | Kazia            |
| Christine Pascal       | Tunia            |
| Zbigniew Zapasiewicz   | Man van Julcia   |
| Zofia Jaroszewska      | Tante van Wiktor |
| Tadeusz Bialoszczynski | Oom van Wiktor   |
| Paul Guers             | Man van Jola     |